# Белкаменски мост
Белкаменският мост (на гръцки: Γεφύρι της Δροσοπηγής) е каменен мост в Егейска Македония, Гърция.
Намира се на мястото на Старото село на Бел камен (Дросопиги), дем Лерин, на Белкаменската река в североизточната част на Нередската планина. Мостът е построен в 1852 година от местни майстори. Поддържа се в отлично състояние и е един от най-елегантните традиционни каменни мостове в Гърция. Над моста са Стиловата воденица и Елешкият мост.